# Наачтун
Наачтун —  археологический памятник доколумбовой цивилизации майя, расположенный на северо-восточном периметре бассейна реки Мирадор, ныне на территории современного департамента Эль-Петен на севере Гватемалы.

## Общие сведения
Наачтун находится в долине реки Паишбан, в северной части департамента Петен (Гватемала), в 1,25 км южнее параллели, составляющей границу между Мексикой и Гватемалой. Располагается в Департаменте Эль-Петен, северная Гватемала.
Наачтун был крупным центром региона к концу доклассического периода. Он был одним из немногих центров, которые продолжали процветать и в классический период. Датировка по стелам — 524—790 годы н. э.
Наачтун располагается в одном из труднодоступных районов, удалённом от современных поселений. Поэтому он был обнаружен и описан только в 1922 году американским археологом Сильванусом Морли. Название Наачтун было заимствовано Морли у майя и переводится как «дальние камни» в знак признания её удаленности. Его древнее название звучало как Маасаль.
Раскопки ведутся Университетом Калгари. Было обнаружено, что Наачтун служил связующим звеном между Тикалем и Калакмулем, которые были сверхдержавами в классический период.

## Археологические находки
Наачтун довольно большой, имеет несколько пирамид, храмов и акрополь. Количество монументальных построек — 44 (в том числе много храмов и дворцов со ступенчатым сводом).
Количество стел-45 (24 резных и 21 гладкая), из них на 10-летний цикл приходится 4 монумента и на окончание «катуна» — тоже 4. Сохранность резьбы на стелах — очень плохая, поэтому разобрать какие-либо детали на них не удалось. Была обнаружена резная стела правительницы Иш-Йокин.